# Fjallsárlón
La Fjallsárlón, toponyme islandais signifiant littéralement en français « lagune de la Fjallsá », est un lac proglaciaire situé au sud du glacier Vatnajökull en Islande. Il est alimenté par le Fjallsjökull, qui fait partie du plus large Vatnajökull, qui plonge les eaux du lac et quelques icebergs peuvent être vus flottant sur la surface.
Ce lac est situé dans le parc national du Vatnajökull et non loin du célèbre lac proglaciaire Jökulsárlón. La Breiðá, une petite rivière, arrive du lac voisin, la Breiðárlón, et se jette dans la Fjallsárlón.
Le lac est dominé par le Hvannadalshnjúkur, dans la caldera du Öræfajökull, la montagne la plus haute d'Islande.
Au bord du lac, il faut faire attention aux attaques des skúas en été, les grands goélands qui ont leurs nids sur le sol devant le lac.